# Gentisinsäure
Gentisinsäure (2,5-Dihydroxybenzoesäure) ist eine aromatische Verbindung, die sich formal sowohl von der Benzoesäure als auch vom Hydrochinon (1,4-Dihydroxybenzol) ableitet. Die Struktur besteht aus einem Benzolring mit einer Carboxygruppe (–COOH) und zwei Hydroxygruppen (–OH) als Substituenten. Sie gehört zur Gruppe der Dihydroxybenzoesäuren und kommt in einigen Pflanzen wie Kümmel und Lavendel sowie Enzian (wiss. Name Gentiana) vor.

## Vorkommen
Gentisinsäure ist ein Nebenprodukt (1 %) beim Metabolismus der Acetylsalicylsäure, das von den Nieren ausgeschieden wird.

## Darstellung
Historisch wurde Gentisinsäure aus 5-Bromsalicylsäure durch Schmelzen mit Natriumhydroxid hergestellt.
Weiters gelang 1881 Ferdinand Tiemann die Darstellung durch das Schmelzen von Kaliumhydroxid mit Gentisinaldehyd, der aus Hydrochinon und Chloroform in Gegenwart von Natronlauge hergestellt wurde.
Gentisinsäure wird durch Carboxylierung von Hydrochinon mittels Kolbe-Schmitt-Reaktion hergestellt.
Die Synthese gelingt auch bei Atmosphärendruck durch Kochen von Hydrochinon mit Tetrachlorkohlenstoff und Kupferpulver. Tetrachlormethan ist redoxäquivalent zu Kohlenstoffdioxid.
Auch bei der Oxidation von Salicylsäure mit Kaliumpersulfat entsteht in Gegenwart von Eisen(II)-sulfat Gentisinsäure.

## Reaktionen
Direkte Bromierung von Gentisinsäure liefert 3-Bromgentisinsäure. Ein Überschuss von Brom führt zur Eliminierung der Carboxygruppe, es entsteht Bromanil (2,3,5,6-Tetrabrom-1,4-benzochinon). Beim Erhitzen der Bromgentisinsäure auf 160 °C in Gegenwart von Wasser entsteht Bromhydrochinon.
Acetylierung mit Essigsäureanhydrid liefert die Diacetylgentisinsäure, die bei 118–119 °C schmilzt. Mit Diazomethan kann der Methylester hergestellt werden. Die direkte Nitrierung von Gentisinsäure ist nur mit geringen Ausbeuten mit stark verdünnter Salpetersäure möglich, es findet hauptsächlich eine Oxidation unter Bildung von Oxalsäure statt. Ebenso misslingt die direkte Nitrierung des Diacetylderivates. Die Synthese von 3-Nitrogentisinsäure kann jedoch über den Methylester der Diacetylgentisinsäure erfolgen. Durch Reduktion mit Zinn(II)-chlorid und Salzsäure entsteht aus 3-Nitrogentisinsäure die 3-Aminogentisinsäure.
Wie die meisten Hydrochinonderivate kann Gentisinsäure leicht oxidiert werden.

## Verwendung
Gentisinsäure wird als Zwischenprodukt bei der Herstellung von Pharmazeutika (besonders Analgetika und Antirheumatika) und anderen organischen Verbindungen verwendet.
Sie wird bei der MALDI-TOF-Analytik als Matrix zur Ionisation von Peptiden, Proteinen und Kohlenhydraten angewendet. Sie kann als Reagens zur Detektion von Borsäure in Peptiden eingesetzt werden.
Außerdem wird sie in der Medizin als Glucosamid (Amid von Glucosamin) zur parenteralen Anwendung verwendet.
Gentisinsäure hemmt, ebenso wie Salicylsäure, die Prostaglandinsynthese und wurde daher früher als Antirheumatikum verwendet.
Natriumgentisat wird als Medikament gegen rheumatisches Fieber eingesetzt. Zink- und Mangangentisat können als Katalysatoren für die Polyesterbildung verwendet werden. 2-Aminogentisinsäure hat antibiotische Eigenschaften gegenüber grampositiven und gramnegativen Bakterien.